# 战略粮食储备
战略粮食储备是指政府为满足未来国内或国际需求而储备的粮食。在美国，这类计划有农民自有粮食储备（1977-1996）、粮食安全小麦储备（1980-1996）、粮食安全商品储备（Food Security Commodity Reserve，1996-1998）以及比尔·艾默生人道主义信托（1998-）。在中华人民共和国，負責粮食储备的機構為国家粮食和物资储备局。

## 來源
1. ↑    -  本条目引用的公有领域材料来自国会研究服务的文档《Report for Congress: Agriculture: A Glossary of Terms, Programs, and Laws, 2005 Edition》 作者 Jasper Womach。